# Постников, Борис Петрович
Борис Петрович Постников (1895, Варшава — 21 ноября 1941, Саратов) — военный деятель, участник Первой мировой войны, Гражданской войны. Сотрудник IV Управления (ГРУ) Генштаба РККА, сотрудник Института географии АН СССР. Полковой комиссар (23.03.1936).

## Биография
Из дворян, родился в 1895 г. в Варшаве в семье военнослужащего. Получил образование в кадетском корпусе и в Варшавском Политехническом институте Императора Николая II. Полковой комиссар (23.03.1936). В РККА с 1918. Член компартии с 1917. Окончил кадетский корпус, школу прапорщиков, основной курс (1920—1922), Военную академию РККА (1920—1923).

### В РИА
В службе с 1916. Участник 1-й мировой войны. Прапорщик.

### В РККА
Участник Гражданской войны (1918—1921). Воевал на Украине, в том числе в тылу противника (февраль — март 1918), на Восточном фронте против войск А. В. Колчака (1920), участвовал в подавлении восстания в Симбирской губернии (1921). Начальник войск обороны железной дороги 5-й армии.
Работал в Афганистане (1923-1927), консул, а с 1926 генконсул в Мазари-Шарифе, в резерве РККА (1926—1932); генконсул в Кашгаре, Китай (1927-1931). В служебной характеристике 1927 назван «хорошим работником».
В распоряжении РУ штаба РККА (декабрь 1932 — май 1935), представитель НКИД СССР в Таджикистане (1933), научный сотрудник Международного аграрного института (1934—1935), вновь в распоряжении того же РУ (март 1936 — февраль 1938).
28 мая 1938 уволен из РККА «за невозможностью использования в связи с сокращением штатов или реорганизацией».
Научный сотрудник Института мирового хозяйства и мировой политики АН СССР, Международного аграрного института (1938—1940), Института географии АН СССР (1940-1941).

### Арест, расстрел, реабилитация
Репрессирован 29 апреля 1941. Находился под следствием во внутренней тюрьме НКГБ, Лефортовской и Саратовской тюрьмах. Расстрелян в Саратове. Реабилитирован 20 февраля 1956.

## Воинские чины и звания
- Прапорщик (1916 г.)
- Полковой комиссар (23.03.1936)